# San Paolo Cervo
San Paolo Cervo là một đô thị ở tỉnh Biella vùng Piedmont của nước Ý, có vị trí cách khoảng 70 km về phía đông bắc của of Torino và khoảng 4 km về phía tây bắc của of Biella. Tại thời điểm ngày 31 tháng 12 năm 2004, đô thị này có dân số 139 người và diện tích là 8,4 km².
San Paolo Cervo giáp các đô thị: Andorno Micca, Biella, Campiglia Cervo, Quittengo, Sagliano Micca.